# Estadio Antonio Toledo Valle
Het Estadio Antonio Toledo Valle is een multifunctioneel stadion in Zacatecoluca, een stad in El Salvador. 
Het stadion wordt vooral gebruikt voor voetbalwedstrijden, de voetbalclub C.D. Platense Municipal Zacatecoluca maakt gebruik van dit stadion. In het stadion is plaats voor 1.000 toeschouwers. Het is vernoemd naar Antonio Toledo Valle, een Salvadoraans voetballer die is geboren in 	Zacatecoluca. In 2009 werd het stadion gerenoveerd. 